# Symplocos sulcinervia
Symplocos sulcinervia är en tvåhjärtbladig växtart som beskrevs av B. Ståhl. Symplocos sulcinervia ingår i släktet Symplocos och familjen Symplocaceae. Inga underarter finns listade i Catalogue of Life.